# Allophylus capillipes
Allophylus capillipes är en kinesträdsväxtart som beskrevs av François Gagnepain. Allophylus capillipes ingår i släktet Allophylus och familjen kinesträdsväxter. Inga underarter finns listade i Catalogue of Life.